# Blijf hangen
Blijf hangen is een lied van de Nederlandse producer Reverse in samenwerking met de Nederlandse zanger Jayh en Nederlandse zangeres Sharon Doorson. Het werd in 2014 als single uitgebracht en stond in hetzelfde jaar als achtste track op het album Retro van Reverse.

## Achtergrond
Blijf hangen is geschreven door  Andy Ricardo de Rooy, Jaouad Ait Taleb Nasser en Sergio van Gonter en geproduceerd door Reverse. Het is een nummer uit het genre nederpop. In het lied zingen de artiesten over een persoon waarvan ze graag willen dat die bij hem/haar blijft. 
Het was de eerste keer dat de drie artiesten samen een nummer hadden gemaakt. Wel werkten Reverse en Jayh al eerder samen. Dit deden zij op Ik ga hard en Helemaal naar de klote.

## Hitnoteringen
De artiesten hadden weinig succes met het lied in de hitlijsten van Nederland. Er was geen notering in de Single Top 100 en ook de Nederlandse Top 40 werd niet bereikt. Bij laatstgenoemde kwam het tot de zesde plaats van de Tipparade.